# الحرب الإنجليزية الميسورية الثانية
نشبت الحرب الأنغلو ميسورية الثانية بسبب نزاع بين مملكة ميسور وشركة الهند الشرقية البريطانية، من 1780 إلى 1784. كانت إمبراطورية الميسور حليفًا رئيسيًا لفرنسا في الهند في ذلك الوقت، وأثار صراع بريطانيا ضد الفرنسيين والهولنديين في الحرب الثورية الأمريكية، الأعمال العدائية الأنغلو ميسورية في الهند. دربت الشركة وليس الحكومة البريطانية، الغالبية العظمى من الجنود ودفعت لهم المال وقادتهم ورعتهم. ومع ذلك، عُززت عمليات الشركة من قبل قوات التاج المرسلة من بريطانيا، ومن قبل القوات المرسلة من هانوفر، والتي كان يحكمها جورج الثالث ملك المملكة المتحدة أيضًا.
بعد الاستيلاء البريطاني على ميناء ماهيه الفرنسي عام 1779، ابتدأ حاكم ميسوري المسمى حيدر علي، الأعمال العدائية ضد البريطانيين عام 1780، ونجحت هذه العمليات نجاحًا كبيرًا، خاصة الحملات المبكرة منها. ومع تقدم الحرب، استرد البريطانيون بعضًا من خسائرهم الإقليمية. أرسلت كل من فرنسا وبريطانيا بعد ذلك، قوات وأسرابًا بحرية من أوروبا للمساعدة في الحرب، التي تمددت في وقت لاحق، عند إعلان بريطانيا الحرب على الجمهورية الهولندية في عام 1780. ثم وصلت مناشدات السلام الأولي بين فرنسا وبريطانيا في عام 1783 إلى الهند، ما أدى إلى سحب الدعم الفرنسي من الجيش الحربي في ميسور. وبالتالي سعى البريطانيون أيضًا إلى إنهاء الصراع، وأمرت الحكومة البريطانية الشركة بتأمين السلام مع ميسور. وقد أدى ذلك إلى معاهدة مانغالور عام 1784، واستعادة الوضع الراهن قبل الحرب (status quo ante bellum: وهي عبارة لاتينية تعني «الحالة الموجودة قبل الحرب») بشروط وجدها مسؤولو الشركة، مثل وارين هاستينغز، غير مواتية بتاتًا.

## الخلفية
كان حيدر علي حاكمًا في إمبراطورية ميسور (على الرغم من أنه لم يكن ملكًا). بعد أن استجاب حيدر علي على ما اعتبره انتهاكًا بريطانيًا للإيمان خلال حرب سابقة ضد المراثا، التزم بالتحالف الفرنسي والسعي للانتقام من البريطانيين. وبعد إعلان الحرب الأنغلو-فرنسية عام 1778، بمساعدة شعبية السفير بنجامين فرانكلين، قررت شركة الهند الشرقية البريطانية طرد الفرنسيين من الهند من خلال مصادرة المقاطعات القليلة من الممتلكات الفرنسية المتبقية في شبه القارة الهندية. ثم استولوا على الميناء الذي تسيطر عليه فرنسا في ماهيه على ساحل مليبار في عام 1779. كانت جزيرة ماهيه ذات أهمية إستراتيجية كبيرة لحيدر علي، الذي تلقى أسلحة وذخائر فرنسية من خلال الميناء الموجود فيها، ولم يخبر حيدر البريطانيين أنها تحت حمايته فقط، بل قدم أيضًا قوات للدفاع عنها. بدأ حيدر في تشكيل كونفدرالية ضد البريطانيين، والتي شملت، بالإضافة إلى الفرنسيين، مراثا ونزام حيدر أباد (سلالة نظام الملك في الهند).

## عواقب الحرب
كانت هذه ثاني حرب أنغلو ميسورية من ضمن أربعة حروب، والتي انتهت في نهاية المطاف بالسيطرة البريطانية على معظم جنوب الهند. وفقًا لبنود معاهدة مانغالور، لم يشارك البريطانيون في الصراع  الذي بدأ في عام 1785 بين ميسور وجيرانها، إمبراطورية مارثا ونيزام حيدر آباد. في البرلمان، أصدرت إدارة بيت للقانون حُكمًا لبيت الهند، الذي أعطى الحكومة حرية السيطرة على شركة الهند الشرقية في المسائل السياسية.